# Layla Sin
Layla Sin (Ramat Gan, 18 agosto 1984) è un'attrice pornografica e modella israeliana.

## Biografia e carriera
Layla Sin è nata in Israele ed è cresciuta in una famiglia ebrea conservatrice ed a 18 anni si è trasferita negli Stati Uniti dove ha studiato come infermiera e nel frattempo, per pagarsi gli studi, ha lavorato come modella erotica. Nel 2012 ha abbandonato la carriera di infermiera ed è entrata all'età di 28 anni nell'industria pornografica.
Nell'agosto 2014 è stata eletta Pet of the Month  e Pet of the Year 2015 dalla rivista Penthouse